# Danielssenia robusta
Danielssenia robusta är en kräftdjursart som beskrevs av Sars. I den svenska databasen Dyntaxa används istället namnet Fladenia robusta. Enligt Catalogue of Life ingår Danielssenia robusta i släktet Danielssenia och familjen Pseudotachidiidae, men enligt Dyntaxa är tillhörigheten istället släktet Fladenia och familjen Danielsseniidae. Arten är reproducerande i Sverige. Inga underarter finns listade i Catalogue of Life.